# El Molino (Lima)
El Molino es un caserío peruano ubicado en el distrito de Supe, perteneciente a la provincia de Barranca del departamento de Lima, en la costa central del Perú. 

## Ubicación
El Molino se ubica al suroeste de la provincia de Barranca, en el distrito de Supe, en el departamento de Lima.

## Demografía
En 2017 El Molino tenía una población de 204 habitantes.
| Gráfica de evolución demográfica de El Molino entre 1993 y 2017 |
|                                                                 |
| Fuentes: Población 1993 y 2017                                  |